# フィブロラーゼ
フィブロラーゼ(Fibrolase、EC 3.4.24.72)は、酵素である。この酵素は、インスリンB鎖の-Ala14-Leu-結合、またフィブロネクチンのα鎖の-Lys413-Leu-を加水分解する反応を触媒する。
この酵素は、Agkistrodon contortix contortixの毒に含まれる。